# Gunar Bretschneider
Gunar Bretschneider (* 12. Juni 1974) ist ein ehemaliger deutscher Biathlet.
Gunar Bretschneider debütierte 1996 in Lillehammer im Biathlon-Weltcup. Hier wurde er in seinem ersten Rennen 34. im Sprint. Seine besten Platzierungen waren jeweils ein 21. Platz im Sprint von Oberhof und Ruhpolding. Trotz mehrerer guter Ergebnisse sollte es Bretschneiders einzige Weltcupsaison bleiben. Sehr erfolgreich verliefen für ihn die Europameisterschaften 2000 von Zakopane. Nach einem sechsten Platz im Sprint gewann er in der Verfolgung hinter Tomasz Sikora die Silbermedaille. Gemeinsam mit Jan Wüstenfeld, Andreas Stitzl und Ulf Karkoschka gewann er die Goldmedaille in der Staffel.

## Biathlon-Weltcup-Platzierungen
Die Tabelle zeigt alle Platzierungen (je nach Austragungsjahr einschließlich Olympische Spiele und Weltmeisterschaften).
- 1.–3. Platz: Anzahl der Podiumsplatzierungen
- Top 10: Anzahl der Platzierungen unter den ersten zehn (einschließlich Podium)
- Punkteränge: Anzahl der Platzierungen innerhalb der Punkteränge (einschließlich Podium und Top 10)
- Starts: Anzahl gelaufener Rennen in der jeweiligen Disziplin

| Platzierung | Einzel | Sprint | Verfolgung | Massenstart | Staffel | Gesamt |
| ----------- | ------ | ------ | ---------- | ----------- | ------- | ------ |
| 1. Platz    |        |        |            |             |         |        |
| 2. Platz    |        |        |            |             |         |        |
| 3. Platz    |        |        |            |             |         |        |
| Top 10      |        |        |            |             |         |        |
| Punkteränge |        | 2      |            |             |         | 2      |
| Starts      | 2      | 5      | 3          |             |         | 10     |

## Weblink
- Gunar Bretschneider in der Datenbank der IBU (englisch)

| Personendaten    | Personendaten        |
| ---------------- | -------------------- |
| NAME             | Bretschneider, Gunar |
| KURZBESCHREIBUNG | deutscher Biathlet   |
| GEBURTSDATUM     | 12. Juni 1974        |